# Пинашино
Пинашино — деревня в Боровском районе Калужской области. Входит в состав сельского поселения «Деревня Асеньевское».
Пинай — мерянское мужское имя, от мерянского — пина – «скрепка», «зажим», пинаш – «скрепляющий», «связывающий». От финского pinne – «скрепка», «зажим»; горно марийского пынаш – «заплетать»; селькупского piriä – «сложение»; быны – «веревка». Созвучно Вязищи — связка, шалаш. В  Износковском районе есть урочище, бывшая деревня Пинашино.

## География
На реке Бобровка, рядом Бортники и Марьино.
Рядом песчано-гравийный карьер.

## Население
| 2002 | 2010 |
| ---- | ---- |
| 26   | ↘15  |

## История
В 1782 году сельцо Боровского уезда Калужского наместничества, Андрея Гавриловича Бородина, Федора Алексеевича Кобылина на речке Каменка.
В 1942 году здесь воевала 93 стрелковая дивизия. Братская могила перенесена в Ищеино.